# Kongeriget Bayern
Kongeriget Bayern (tysk: Königreich Bayern) var en tysk stat, som eksisterede fra 1806 til opløsningen af monarkierne i 1918.
Maximilian 1. Joseph af Bayern fra huset Wittelsbach blev valgt til Bayerns første konge i 1806, og denne familie var kongefamilie helt til monarkiet blev afskaffet efter 1. verdenskrig.
Det nutidige Bayerns grænser blev hovedsageligt etableret i 1814 gennem fredsaftalen i Paris, hvor Bayern afstod blandt andet Tyrol og Vorarlberg til kejserriget Østrig, men fik i stedet Aschaffenburg, dele af Hessen-Darmstadt og Pfalz. Som en af staterne indenfor Det tyske kejserrige, var kongeriget næststørst efter Kongeriget Preussen. Efter Tysklands samling 1871, har Bayern været en del af Tyskland som vi kender det i dag.

## Konger af Bayern
- Maximilian 1. Joseph (1806-1825)
- Ludwig 1. (1825-1848)
- Maximilian 2. (1848-1864)
- Ludwig 2. (1864-1886)
- Otto (1886-1913)
- Ludwig 3. (1913-1918)

## Prinsregenter
- Luitpold (1886-1912)
- Ludwig (1912-1913)

## Galleri
- Kort over Bayern (med det vestlige Pfalz til venstre).
- Maximilian 1. Joseph af Bayern
- Ludwig 2. af Bayern
- Neuschwanstein, som Ludwig 2. af Bayern lod opføre.

48°08′00″N 11°34′00″Ø / 48.133333°N 11.566667°Ø